# Thomas A. Scott
Thomas Alexander Scott (28. december 1823–21. maj 1881) var præsident for verdens dengang største virksomhed, Pennsylvania Railroad i midten af det 19. århundrede. I forbindelse med hans jernbaneinteresser påtog han sig også en ledende rolle i at skabe det, som blev til Kompromisset i 1877, som markerede afslutningen på genforeningsperioden efter den amerikanske borgerkrig.

## Jernbanen
Scott blev født i Fort Loudoun, Pennsylvania. Han var det 7. barn i en søskendeflok på 11. Han fik kun en meget begrænset skolegang. Hans far var kromand ved landevejen mellem Baltimore og Pittsburg, og Scott fik tidligt interesse for alt, hvad der havde med transport at gøre. Han fik ansættelse ved Pennsylvania Railroad i 1850 som station agent, og i 1858 var han overordnet inspektør. Det var i denne periode, at en ung Andrew Carnegie begyndte at arbejde for Pennsylvania Railroad under ledelse af Scott.  
Deres samarbejde fortsatte gennem borgerkrigen og i nogle år herefter, indtil Carnegie fuldt ud vendte sin opmærksomhed mod jern og stål. I 1860 blev Scott øverste vicepræsident i Pennsylvania Railroad.  Fra 1871 til 1872 var han præsident for Union Pacific Railroad og fra 1872-1880 for Texas Pacific. Han beklædte endvidere præsidentposten i Pennsylvania Railroad 1874-1880. Pennsylvania Railroad voksede fra at operere i en enkelt stat til at være et transportimperium i 1860-erne og 1870-erne.  

## Borgerkrigen
Ved udbruddet af den amerikanske borgerkrig trak Pennsylvanias guvernør Andrew Curtin på Scotts dybtgående kendskab til jernbaner og transportsystemerne i staten. For denne indsats blev han udnævnt til oberst. I august 1861 udpegede præsident Abraham Lincoln Scott til posten som vicekrigsminister. Året efter hjalp han med til at arrangere en konference for de loyale stater i Altoona, Pennsylvania. Senere kastede Scott sig over opgaven med at holde Unionens Army of the Potomac forsynet. I forbindelse med slaget ved Antietam var unionshærens forsyninger af ammunition for små, og oberst Scott tog selv kommandoen over et tog fyldt med krudt og kørte det i fuld fart til fronten. Farten var så høj, at lejerne løb varme og til lokomotivførernes skræk begyndte at ryge. Scott nægtede at stoppe, så toget ankom til tiden, men med flammer ud af næsten hvert hjul.  
Scott påtog sig kontrollen med føderationens jernbaner og andre transportveje og effektiviserede transporten af tropper og forsyninger for Unionen under krigen. Ved en lejlighed tilrettelagde han transporten af 25.000 tropper på 24 timer, hvilket vendte slagets gang til endnu en sejr for Unionen.

## Genforening
I efterspillet efter borgerkrigen ønskede de sydlige stater deres økonomiske infrastrukturer genetableret, og jernbanerne kappedes om at erhverve og bygge linjer i Syden. Begge parter ønskede støtte fra den føderale regering, men Credit Mobilier-skandalen havde gjort dette vanskeligt. Scott fremlagde et forslag, som blev kaldt "Scott Planen", som betød, at de fortrinsvis demokratiske sydstatspolitikere i Kongressen og staternes lovgivende forsamlinger ville stemme for føderal støtte til forskellige infrastrukturelle forbedringer, herunder især en virksomhed under ledelse af Scott, Texas and Pacific Railway. Scott udnyttede Grenville Dodges ekspertise i at købe støtte fra aviser og forskellige politikere og derigennem skabe offentlig støtte til subsidierne. Scott-planen blev grundlaget for kompromisset i 1877, som betød en afslutning på Føderationens militære besættelse af Syden, samt at man overlod de sorte i Sydstaterne til deres skæbne. 

## Donationer til University of Pennsylvania
I 1880 trådte Scott tilbage fra sine poster på grund af dårligt helbred, og han døde året efter på sit landsted. 
Scott og hans enke foretog en række donationer i hans navn til University of Pennsylvania, herunder:
- Thomas A. Scott lektoratet i Hygiejne
- Thomas A. Scott professoratet i Matematik
- senge til patienter med kroniske sygdomme på universitetshospitalet[2]

## Eksterne links
- Gangs of America by Ted Nace, Chapter Six – The genius: The man who reinvented the corporation (1850-1880)
- Re-Assessing Tom Scott, the 'Railroad Prince' Arkiveret 9. juni 2002 hos  Wayback Machine
- The Great Strike of 1877: Remembering a Worker Rebellion
- Thomas homepages.rootsweb.ancestry.com: Alexander SCOTT  / Anna Dike RIDDLE